# Lục Viên
Lục Viên (tiếng Trung: 绿园区, Hán Việt: Lục Viên khu) là một thị hạt khu (quận nội thành) của địa cấp thị Trường Xuân, tỉnh Cát Lâm, Trung Quốc. Quận này có diện tích 301 km2, dân số 530.000 người, mã số bưu chính 130062. Quận này được chia ra 7 nhai đạo, 1 trấn, 2 hương, 26 thôn hành chính, 205 ủy ban dân cư. Lục Viên nằm ở phía tây của Trường Xuân.